# Maslenica
 Ovo je glavno značenje pojma Maslenica. Za druga značenja pogledajte Maslenica (blagdan).
Maslenica je naselje u Općini Jasenice u Zadarskoj županiji.

## Povijest
Operacija Maslenica je dobila ime po ovom naselju. Maslenica je postala samostalno naselje 2014. godine; dotad je bila zaseok Jasenica.

## Promet
U blizini Maslenice nalazio se Maslenički most, kojeg su separatisti iz redova hrvatskih Srba srušili za vrijeme Domoviskog rata, te novi Maslenički most na autocesti A1.

## Šport
Polumaraton Maslenica – Novigrad, pod nazivom  Atletska utrka "Da se ne zaboravi" održava se od 2005.